# جاك مارستون
جاك مارستون هي شخصية خيالية ظهرت في لعبة ريد ديد ريدمبشن 1 و ريد ديد ريدمبشن 2 و ريد ديد ريدمبشن: أنديد نايتمار، والده هو جون مارستون ووالدته هي ابيغيل مارستون، قام جوش بلايلوك بأداء صوت الشخصية في لعبة ريد ديد ريدمبشن: أنديد نايتمار، قامت ماريسا بوكيانتي بأداء صوت الشخصية في ريد ديد ريدمبشن 2 عندما كان جاك طفلاً، قام تيد ساذرلاند بأداء صوت الشخصية في ريد ديد ريدمبشن 2 عندما كان جاك مراهقاً.

## نبذة عن سيرة حياته الشخصية
ولد جاك مارستون في عام 1895، كان لدى جاك مارستون أخت مجهولة الهوية توفيت في فترة ما قبل عام 1911، أمه هي ابيغيل مارستون وهي أحد افراد عصابة داتش فان دير ليند، عاش جاك حياته بين أعضاء عصابة داتش فان دير ليند مثل آرثر مورغان وبيل وليامسون وخافيير أسكويلا وهوسيا ماثيوز ومايكا بيل، كان جاك يعتبر أعضاء عصابة داتش مثل أقرباءه.